# Malaltia d'Aujeszky
La malaltia d'Aujeszky o pseudoràbia és una malaltia d'origen víric amb un ampli espectre infecciós (afecta naturalment a gran varietat d'espècies), però el receptor més important és el porc. El virus pot afectar també als ovins que són molt sensibles i als carnívors que s'alimenten de carn infectada (especialment els gats). Provoca un quadre febril i tot seguit amb encefalomielitis, en altres casos és latent; a la resta d'espècies provoca pruïja i la mort després d'un curs agut. L'home és resistent a la infecció. La seva transcendència és eminentment econòmica perquè provoca gran davallada de la producció del porc sobretot en els individus joves provocant avortaments, mortalitat perinatal elevada, els garrins moren en alta proporció fins a la seva totalitat, retard en el creixement.
L'ADV, un tipus d'Herpesviridae, és el virus causant de la malaltia. Aquest s'excreta dels animals infectats per diverses excrecions (mocs, saliva, semen i llet), cosa que permet la seva dispersió fins a animals no infectats bé sigui per contacte directe o per aerosols. La infecció pot ser manifesta amb els símptomes de la malaltia, però en alguns casos aquesta pot ser subclínica o latent i, per tant, indetectable mitjançant un examen visual. El virus és capaç de passar de mare a fetus a través de la placenta. Usualment la infecció transplacentària condueix a la reabsorció del fetus o a l'avortament i si el part no produeix la mort dels garrins aquests estan molt afeblits. Les truges en poblacions on l'Aujeszki és endèmic solen estar protegides per anticossos i els traspassen als seus garrins.
El virus infecta primerament les mucoses epitelials del nas i la faringe d'on es dispersen cap al sistema limfàtic i sistema nerviós. La virèmia pot durar fins a tres setmanes i en alguns casos es pot generar una infecció latent de les amígdales i neurones. Els símptomes habituals en joves són neurològics (descoordinació) i respiratoris (tos, esternuts), els símptomes neurològics no solen presentar-se en els animals que ja no mamen i solen recuperar-se en una setmana. Hi ha tècniques diagnòstiques basades en immunofluorescència (biòpsies o autòpsies d'amígdales o cervell) i serològiques (aglutinació de làtex, ELISA i neutralització vírica). A banda es disposa de vacunes efectives i segures que prevenen la infecció per l'ADV. A Gran Bretanya i Dinamarca s'ha aconseguit l'erradicació de la malaltia.